# Wichernik
Wichernik – wieś w Polsce, położona w województwie łódzkim, w powiecie wieluńskim, w gminie Skomlin.
| SIMC    | Nazwa     | Rodzaj    |
| ------- | --------- | --------- |
| 0714194 | Narodówka | część wsi |
| 0714202 | Wygoda    | część wsi |
| 0714219 | Żabieniec | część wsi |

W latach 1975–1998 miejscowość administracyjnie należała do województwa sieradzkiego.